# Hugo Urquijo
Hugo Urquijo (Buenos Aires, 9 de abril de 1944-ib., 26 de enero de 2020) fue un médico psiquiatra, psicoanalista, docente y director teatral argentino.

## Biografía
Se graduó como médico en la Universidad de Buenos Aires en 1966. Recibió el título de médico psiquiatra en 1973 luego de ser médico residente bajo la jefatura del doctor Mauricio Goldenberg. Ejerció la actividad psicoanalítica desde 1967.
Fue miembro del grupo Documento, disidente de la Internacional Psicoanalítica y se incorporó al Colegio de Estudios Avanzados en Psicoanálisis en 1992. Fue miembro fundador del Colegio de Psicoanalistas en 1997 e integró su Comisión Directiva en 2001 y 2002.
Presidió el Colegio de Psicoanalistas durante dos períodos: 2014-2016 y 2016-2018.
Paralelamente a su actividad médica desarrolló su formación teatral como actor en Argentina con Augusto Fernandes y en Estados Unidos con Lee Strasberg. Estuvo casado con la actriz argentina Graciela Dufau.
Comenzó su actividad como director teatral en 1974, la que desarrolló ininterrumpidamente en teatros oficiales y comerciales, abordando textos de autores internacionales de la talla Luigi Pirandello, Antón Chéjov, Samuel Beckett, Harold Pinter, William Motter Inge, Michael Frayn, Tennessee Williams, como así también de los autores más importantes de su país, entre ellos Pacho O'Donnell, Diana Raznovich, Daniel Dalmaroni, Eduardo Rovner, José María Paolantonio, Patricia Suárez, Roberto Cossa y Enrique Papatino.
Falleció en Buenos Aires a los setenta y cinco años el 26 de enero de 2020 a consecuencia de un paro cardíaco La noticia se comunicó a través de las redes sociales.

## Trabajos como director
Dirigió las siguientes obras de teatro:
- La culpa de David Mamet en el Centro Cultural de la Cooperación
- Ver y no ver de Brian Friel y Oliver Sacks. Teatro LA Comedia
- Pequeño estado de gracia de Enrique Papatino[6] Teatro Nacional Cervantes
- La mujer justa adaptación teatral de Graciela Dufau y Hugo Urquijo sobre la novela homónima de Sandor Marai.
- Eva y Victoria de Mónica Ottino y Graciela Dufau
- Cuestión de principios de Roberto Tito Cossa
- La sombra de Federico de Eduardo Rovner y César Oliva[7]
- Teatro abierto X2: Gris de ausencia de Tito Cossa y El acompañamiento de Carlos Gorostiza
- Democracia de Michael Frayn
- Como blanca diosa, de Daniel Dalmaroni
- Los nietos nos miran, de Juana Rotenberg
- Definitivamente adiós, de Roberto Tito Cossa (FIBA, Festivales de Cádiz, Londres y Oxford)
- El tapadito de Patricia Suárez
- Oleanna, de David Mamet
- Comer entre comidas de Donald Margulies
- Platonov, de Anton Chéjov
- Diatriba de amor contra un hombre sentado de Gabriel García Márquez[8]
- De repente, el último verano de Tennessee Williams
- Paula.doc de Nora Rodríguez
- Nuestro fin de semana de Roberto Tito Cossa
- El organito de Armando y Enrique Santos Discépolo
- El canto del cisne y otros cuentos de Antón Chéjov
- Pantaleón y las visitadoras, versión musical de Lalo Cernadas Lamadrid basada en la novela de Mario Vargas Llosa
- Nora de Emilio Carballido
- La casa del español de Rascón Banda (Ciclo VOCES del Teatro Presidente Alvear)
- Siemprediva de Hugo Paredero (1989)
- Un tranvía llamado deseo de Tennessee Williams (1986)
- Acerca de las mujeres (1985)
- La conciencia en paz de José M. Paoloantonio (1983)
- Jardín de otoño de Diana Raznovich (1983)
- Esperando a Godot de Samuel Beckett (1983)
- Noches blancas de Fiódor Dostoyevski (1981)
- Desconcierto de Diana Raznovich (1981)
- Viejos tiempos de Harold Pinter (1980)
- Picnic se William Inge (1979)
- Esperando a Godot de Samuel Beckett (1979)
- El zoo de cristal de Tennessee Williams (1978 y 1992)
- Casas de viudos de George Bernard Shaw (1977)
- Seis personajes en busca de autor de Luigi Pirandello (1976)
- Escarabajos de Pacho O'Donnell (1975)
- Cabareteras de Jorge Palant (1975)
- Tres por Chéjov Dos cuentos de Antón Chéjov (1974)

## Premios y nominaciones
- PREMIO ACE 2017-18 como mejor director por Ver y no ver de Brian Friel y Oliver Sacks
- Nominado al PremioAce 2012/ 2013 como mejor director por La mujer justa de Sandor MARAI
- Premios Teatro del Mundo 2013: Trabajo Destacado como mejor adaptación de la novela La mujer justa de Sandor Marai
- Nominado al premio Florencio como mejor director por Democracia de Michael Frayn en 2007
- Premio María Guerrero al mejor director por El zoo de cristal de Tennessee Williams en 1992
- Premio ACE al mejor director por El zoo de cristal en 1992
- Premio Leónidas Barletta al mejor director por Nora de Emilio Carballido en 1993
- Nominado como mejor director para el Premio ACE 2000 por Oleanna de David Mamet
- Nominado como mejor director para el Premio ACE 1998 por Paula. Doc de Nora Rodríguez
- Ternado para el Premio Molière 1978 por El zoo de cristal de T. Williams
- Ternado para el Premio Molière 1975 por Escarabajos de Mario O'Donnell.